# Jangl Hakeem No 2
Jangl Hakeem No 2 es una ciudad censal situada en el distrito de Gorakhpur en el estado de Uttar Pradesh (India). Su población es de 8328 habitantes (2011). 

## Demografía
Según el censo de 2011 la población de Jangl Hakeem No 2 No.2 era de 8328 habitantes, de los cuales 4284 eran hombres y 4044 eran mujeres. Jangl Hakeem No 2 tiene una tasa media de alfabetización del 64,25%, inferior a la media estatal del 67,68%: la alfabetización masculina es del 75,39%, y la alfabetización femenina del 52,46%.